# Lagăr de exterminare

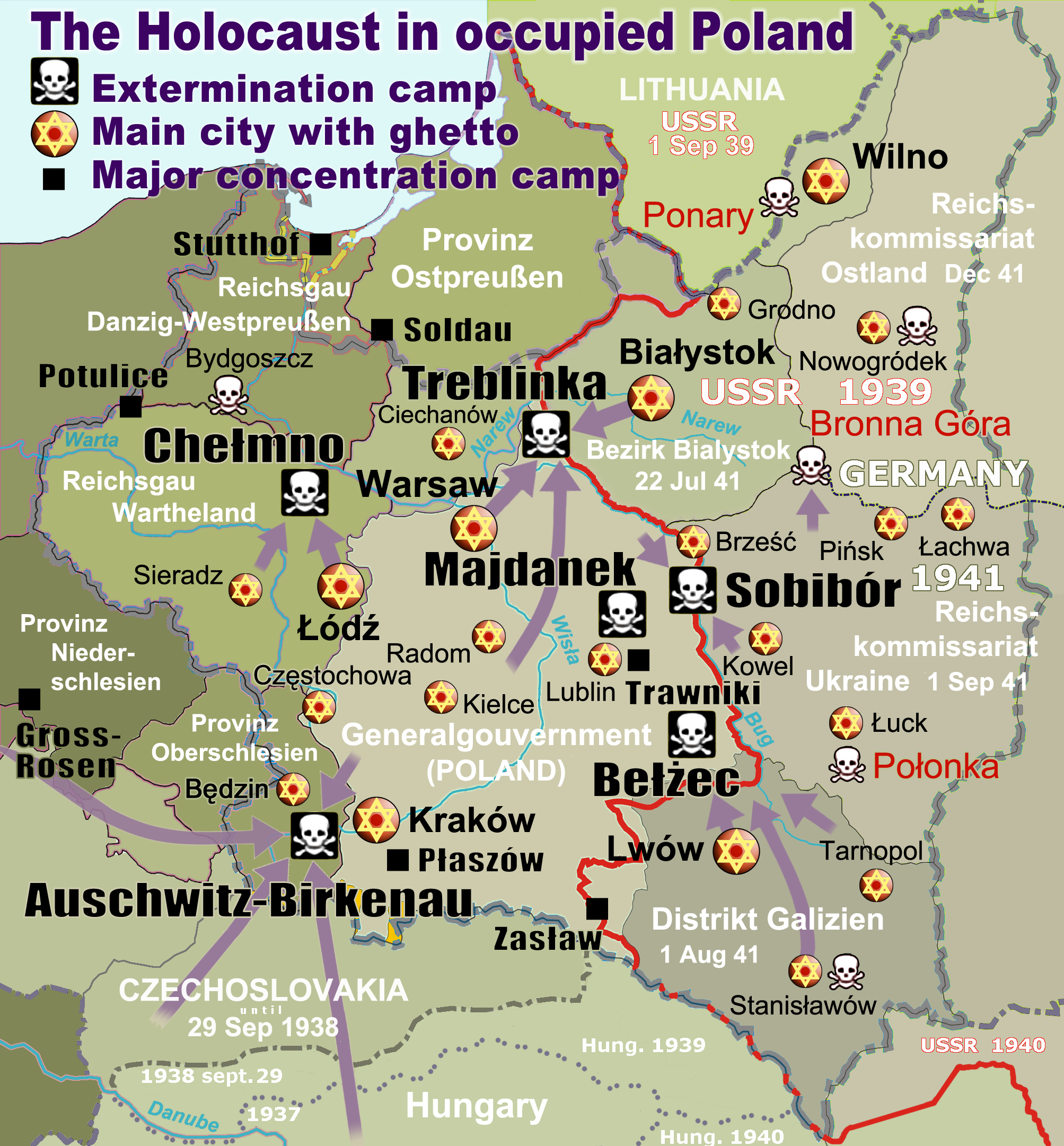
Lagăre de exterminare în Polonia

Lagărele de exterminare au fost un tip de complexe construite de Germania nazistă în timpul celui de-al Doilea Război Mondial cu scopul uciderii sistematice a milioane de oameni în ceea ce a devenit cunoscut sub numele de Holocaust. În timpul celui de-al Doilea Război mondial lagărele de exterminare au fost construite într-una din fazele finale ale programului de anihilare. Cadavrele victimelor erau de regulă incinerate sau îngropate în gropi comune. Grupurile de naziști au încercat să extermine în aceste lagăre în primul rând evreii din Europa și romii.